# John Kerr (aktor)
John Grinham Kerr (ur. 15 listopada 1931 w Nowym Jorku, zm. 2 lutego 2013 w Pasadenie) – amerykański aktor i prawnik. 

## Życiorys
Urodził się w Nowym Jorku jako syn pary aktorskiej – urodzonej w Ameryce June Walker i urodzonego w Wielkiej Brytanii Geoffreya Kemble’a Grinhama Kerra. Dorastał w okolicach Nowego Jorku i studiował w Phillips Exeter Academy w Exeter w New Hampshire, po ukończeniu Uniwersytetu Harvarda w 1952, pracował w pobliskim Brattle Theatre w Cambridge w stanie Massachusetts oraz w letnich magazynach. W 1969 ukończył szkołę prawniczą przy Uniwersytecie Kalifornijskim w Los Angeles.
Zdobył uznanie krytyków występami na Broadwayu w roli Arthura Beaumonta w komedii Bernardine (1952–1953), za którą w 1953 zdobył nagrodę Theatre World, i w roli Toma Lee w przedstawieniu Herbata i współczucie (1953–1955), za którą w 1954 otrzymał Tony Award. W 1958 zagrał Edypa w produkcji off-Broadwayowskiej Piekielna machina.
Karierę ekranową rozpoczął od roli bandyty–rewolwerowca Jesse’ego Jamesa w jednym z odcinków serialu historycznego CBS Ty tam jesteś (You Are There) – pt. „Pojmanie Jesse’ego Jamesa” („The Capture of Jesse James”) w reżyserii Sidneya Lumeta. Zadebiutował na kinowym ekranie w roli Stevena W. Holte w dramacie psychologicznym Vincente Minnellego Pajęczyna (The Cobweb, 1955) z Lauren Bacall. Rola Toma Robinson Lee w dramacie Vincente Minnellego Herbata i współczucie (Tea and Sympathy, 1956) z Deborah Kerr przyniosła Złoty Glob dla najbardziej obiecującego aktora.
28 grudnia 1952 zawarł związek małżeński z Priscillą Smith, z którą miał dwie córki–bliźniaczki – Rebeccę i Jocelyn (ur. 29 maja 1954) oraz syna Michaela. W lutym 1972 doszło do rozwodu. 22 września 1979 ożenił się z Barbarą Ann Wong Chu.
Zmarł 2 lutego 2013 w szpitalu w Pasadenie w Kalifornii z powodu niewydolności serca w wieku 81 lat. Został poddany kremacji, a prochy przekazano wdowie po nim.

## Filmografia

### Filmy
- 1958: Południowy Pacyfik (South Pacific) jako porucznik Joseph Cable
- 1961: Król królów (King of Kings) jako człowiek podczas Kazania na Górze (cameo)
- 1961: Studnia i wahadło (The Pit and the Pendulum) jako Francis Barnard

### Seriale
- 1960: Rawhide jako Bert Eaton
- 1962: Strzały w Dodge City (Gunsmoke) jako Lute Willis
- 1965: Alfred Hitchcock przedstawia (Alfred Hitchcock Presents) jako Glendon Baker
- 1971: Columbo – odc. „Niewygodny świadek” („Dead Weight”) jako pułkownik Roger Dutton
- 1973–77: Ulice San Francisco (The Streets of San Francisco) jako Gerald O’Brien
- 1974: Barnaby Jones jako dr Lincoln